# Castianeira cyclindracea
Castianeira cyclindracea är en spindelart som beskrevs av Simon 1896. Castianeira cyclindracea ingår i släktet Castianeira och familjen flinkspindlar. Inga underarter finns listade.